# Carlo Alfredo Piatti
Pour les articles homonymes, voir Piatti (homonymie).
Carlo Alfredo Piatti (né le 8 janvier 1822 à Bergame, en Lombardie et mort le 18 juillet 1901 à Mozzo) est un violoncelliste et compositeur italien du XIXe siècle.

## Biographie
Dès son plus jeune âge, Alfredo Piatti est initié à la musique par son père, un assez bon violoniste. Aussi est-il aisément admis au conservatoire de Milan en 1832, par le même jury qui avait refusé Giuseppe Verdi. Il y obtient son certificat de fin d'études musicales à l'âge de 15 ans. 
Il commence aussitôt sa carrière de concertiste. En 1838, il parcourt l'Europe, jouant dans toutes les villes importantes? Cependant, même si personne ne doute de la virtuosité du jeune violoncelliste, il n'attire pas un très large public. Ainsi, lorsqu'il tombe malade, il se voit contraint de vendre son violoncelle afin de payer ses frais médicaux.
C'est à Londres en 1844 qu'il rencontre le succès, grâce en partie à sa rencontre avec Félix Mendelssohn et Franz Liszt, qui le qualifie de Paganini du violoncelle.
En 1856, il se marie avec Mary Ann Lucy Welsh, la fille unique de Thomas Welsh, professeur de chant. Le couple aura une fille mais se séparera quelques années plus tard.
De 1859 à 1898, il est premier violoncelle dans les concerts populaires londoniens. Il s'y produit avec de prestigieux musiciens, tels Camillo Sivori, Giovanni Bottesini, Clara Schumann, Charles Hallé, Heinrich Wilhelm Ernst, Henri Vieuxtemps.
Carlo Alfredo Piatti a joué avec un Stradivarius, qui lui a été offert en 1867, baptisé du nom de son interprète, soit Piatti. 
Son possesseur actuel est le violoncelliste mexicain Carlos Prieto.

## Compositions
Violoncelle
- Capriccio sur un thème de Niobe par Giovanni Pacini, op. 22 (sur un air, cavatine, I tuoi frequenti palpiti)
- 12 capriccios, op. 25

Violoncelle et piano
- Air Baskyrs, op. 8
- Am Meer, Serenade, Ave Maria (Franz Schubert / Alfredo Piatti)
- Canto di primavera
- Canzonetta
- Danza moresca'
- Elegia per la morte di Cavour
- Entreaty / Supplication / Bitte
- Follia su un’aria di Geminiani
- Gagliarda Carlo Alfredo Piatti

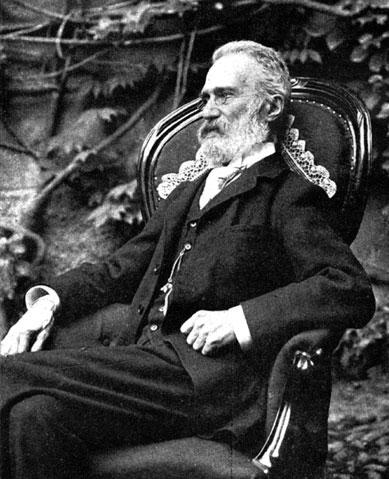
Carlo Alfredo Piatti

- Impromptu sopra un’aria di Purcell nella "Regina indiana"
- Introduction and Variations on a theme from Donizetti’s Lucia di Lammermoor op. 2
- Introduzione e Allegro alla Spagnuola
- La Bergamasca, op. 14
- Gita in gondola / La Danza
- Les Fiancés, op. 7
- Mazurka Sentimentale, op. 6
- Notturno op.20
- Ossian’s song, Ballad
- Passetemps Sentimental, op. 4
- Pioggia d’Aprile
- Sérénade Italienne, op. 17
- Siciliana, op. 19
- Souvenir de la Sonnambula, op. 5
- Tarantella, op. 23
- Tema e Variazioni for cello and piano
- The race – La corsa for cello and piano
- Rimembranze del Trovatore di Verdi, Op. 20

Violoncelle et orchestre
- Air Baskyrs op.8
- Entreaty / Supplication / Bitte
- Serenata for two cellos and orchestra
- Theme and Variations

Deux violoncelles
- Elegia per la morta di Anton Rubinstein
- Serenata for two cellos and orchetra
- Serenata for two cellos and piano

Quatre violoncelles
- ln Vacanza, (1891)

Transcription
- 21 danses hongroises, de Brahms

## Sources
- (en) « Carlo Alfredo Piatti », dans Encyclopædia Britannica [détail de l’édition], 1911 (lire sur Wikisource).